# Epamera laonides
Epamera laonides är en fjärilsart som beskrevs av Aurivillius 1897. Epamera laonides ingår i släktet Epamera och familjen juvelvingar. Inga underarter finns listade i Catalogue of Life.